# Liste der Orte im Landkreis Altenburger Land
Diese Liste enthält alle 228 Orte im thüringischen Landkreis Altenburger Land, also sowohl Städte und Gemeinden als auch Ortsteile. Heute offiziell nicht mehr existierende Orte, Wüstungen oder suburbane Siedlungen sind weiter unten aufgeführt.
| Ort                       | Gemeinde               | Einwohner | urkundliche Ersterwähnung | Eingemeindungsdatum | eingemeindet nach           |
| ------------------------- | ---------------------- | --------- | ------------------------- | ------------------- | --------------------------- |
| Altenburg, Stadt          | Altenburg              | 33.136    | 0976                      | /                   | /                           |
| Altendorf                 | Altenburg              | 25        | 1181–1214                 | 1.4.1935            | Kosma                       |
| Altkirchen                | Schmölln               | 600       | 1140                      | 1.1.2019            | Schmölln                    |
| Altpoderschau             | Kriebitzsch            | 100       | 1236                      | 1.1.1957/1.1.1973   | Poderschau/Kriebitzsch      |
| Beerwalde                 | Löbichau               | 250       | 1283                      | 1.1.1974            | Löbichau                    |
| Beiern                    | Langenleuba-Niederhain | 65        | 1336                      | 1.7.1950/15.6.1965  | Flemmingen/Lgl.-Ndh.        |
| Bocka                     | Windischleuba          | 217       | 1181–1214                 | 1.1.1973            | Windischleuba               |
| Boderitz                  | Langenleuba-Niederhain | 100       | 1274                      | 1.7.1950            | Lohma an der Leina          |
| Bohra                     | Schmölln               | 289       | 1181–1214                 | 1.7.1950            | Schmölln                    |
| Borgishain                | Windischleuba          | 92        | 1181–1214                 | 1.7.1950            | Windischleuba               |
| Bornshain                 | Nobitz                 | 175       | 1171                      | 25.8.1961           | Taupadel                    |
| Brandrübel                | Schmölln               | 88        | 1336                      | 1.7.1950            | Weißbach                    |
| Braunshain                | Schmölln               | 90        | 1171                      | 1.7.1950/1.1.1956   | Bröckau/Lumpzig             |
| Breesen                   | Starkenberg            | 18        | 1181–1214; 1250           | 1.7.1950            | Tegkwitz                    |
| Breitenhain               | Lucka                  | 200       | 1274                      | 1923                | Lucka                       |
| Brossen                   | Meuselwitz             | 270       | 1296                      | 1.7.1950            | Zipsendorf                  |
| Bünauroda                 | Meuselwitz             | 165       | 1656                      | 1.7.1950            | Meuselwitz                  |
| Burkersdorf, bei Schmölln | Schmölln               | 40        | 1283                      | 1.7.1950            | Untschen                    |
| Burkersdorf, bei Lehndorf | Nobitz                 | 140       | 1181–1214                 | 1.1.1973            | Lehndorf                    |
| Buscha                    | Langenleuba-Niederhain | 100       | 1256                      | 1.7.1950            | Lohma an der Leina          |
| Dippelsdorf               | Nobitz                 | 57        | 1181–1214                 | 1.7.1950/1.1.1973   | Oberleupten/Ehrenhain       |
| Dobitschen                | Dobitschen             | 430       | 1204                      | /                   | /                           |
| Dobra                     | Schmölln               | 40        | 1336                      | 1923/1.1.1971       | Hartroda/Wildenbörten       |
| Dobraschütz               | Starkenberg            | 64        | 1360                      | 1.7.1950            | Naundorf                    |
| Dölzig                    | Starkenberg            | 15        | 1154                      | 1.7.1950            | Starkenberg                 |
| Drogen                    | Schmölln               | 72        | 1140                      | 1.1.2019            | Schmölln                    |
| Drosen                    | Löbichau               | 60        | 1140                      | 3.8.1961            | Löbichau                    |
| Ehrenberg                 | Altenburg              | 360       | 1181–1214                 | 14.7.1993           | Altenburg                   |
| Ehrenhain                 | Nobitz                 | 814       | 1173                      | 8.3.1994            | Nobitz                      |
| Engertsdorf               | Nobitz                 | 180       | 1254                      | 1.1.1973            | Ziegelheim                  |
| Falkenhain                | Meuselwitz             | 420       | 1216                      | 8.3.1994            | Meuselwitz                  |
| Flemmingen                | Nobitz                 | 200       | 1259                      | 1.1.1973            | Jückelberg                  |
| Fockendorf                | Fockendorf             | 750       | 1272                      | /                   | /                           |
| Frohnsdorf                | Nobitz                 | 294       | 1336                      | 6.7.2018            | Nobitz                      |
| Gähsnitz                  | Nobitz                 | 50        | 1336                      | 1923/1.1.1957       | Röhrsdorf/Ziegelheim        |
| Garbisdorf                | Göpfersdorf            | 80        | 1275                      | 1.7.1950            | Göpfersdorf                 |
| Garbus                    | Nobitz                 | 46        | 1181–1214                 | 1.3.1951            | Klausa                      |
| Gardschütz                | Nobitz                 | 75        | 1347                      | 1.7.1950            | Lehndorf                    |
| Gerstenberg               | Gerstenberg            | 460       | 1227                      | /                   | /                           |
| Gieba                     | Nobitz                 | 80        | 1210                      | 1.7.1950            | Podelwitz                   |
| Gimmel                    | Schmölln               | 40        | 1140                      | 1.7.1950            | Trebula                     |
| Gleina                    | Nobitz                 | 150       | 1286                      | 1.7.1950            | Burkersdorf b. Lehndorf     |
| Gödern                    | Göhren                 | 80        | 1165–1170                 | 1.7.1950            | Göhren                      |
| Gödissa                   | Schmölln               | 15        | 0976                      | 1.7.1950            | Göldschen                   |
| Göhren                    | Göhren                 | 110       | 1181–1214                 | /                   | /                           |
| Goldschau                 | Nobitz                 | 100       | 1158                      | 1.7.1950            | Podelwitz                   |
| Göldschen                 | Schmölln               | 15        | 1140                      | 1.1.1957            | Röthenitz                   |
| Göllnitz                  | Göllnitz               | 100       | 1140                      | /                   | /                           |
| Göpfersdorf               | Göpfersdorf            | 150       | 1336                      | /                   | /                           |
| Gösdorf                   | Nobitz                 | 100       | 1180 ?                    | 1.7.1950            | Großmecka                   |
| Gößnitz, Stadt            | Gößnitz                | 3621      | 1253                      | /                   | /                           |
| Graicha                   | Schmölln               | 12        | 1140                      | 1.7.1950            | Wildenbörten                |
| Greipzig                  | Altenburg              | 42        | 1181–1214                 | 1.7.1950/1.1.1963   | Lehndorf/Ehrenberg          |
| Großbraunshain            | Schmölln               | 120       | 1171                      | 1.7.1950            | Lumpzig                     |
| Großmecka                 | Nobitz                 | 28        | 1336                      | 1.11.1973           | Podelwitz                   |
| Großröda                  | Starkenberg            | 225       | 0976                      | 1.1.2012            | Starkenberg                 |
| Großstechau               | Löbichau               | 120       | 1181                      | 1.7.1950            | Löbichau                    |
| Großstöbnitz              | Schmölln               | 663       | 1191                      | 1.1.1996            | Schmölln                    |
| Großtauschwitz            | Schmölln               | 20        | 1296                      | 1.7.1950            | Altkirchen                  |
| Grünberg                  | Ponitz                 | 250       | 1214                      | 1.11.1973           | Ponitz                      |
| Guteborn                  | Ponitz                 | 80        | 1784                      | 1883                | Ponitz                      |
| Hainichen                 | Gößnitz                | 154       | 1344                      | 1923                | Gößnitz                     |
| Hartha                    | Schmölln               | 100       | 1336                      | 1.7.1950            | Lumpzig                     |
| Hartroda                  | Schmölln               | 25        | 1291                      | 25.7.1952           | Dobra                       |
| Haselbach                 | Haselbach              | 850       | 1282                      | /                   | /                           |
| Hauersdorf                | Nobitz                 | 41        | 1181–1214                 | 1.7.1950            | Oberleupten                 |
| Heiligenleichnam          | Nobitz                 | 40        | 1434                      | 1923                | Lehndorf                    |
| Heukewalde                | Heukewalde             | 218       | 1191                      | /                   | /                           |
| Heyersdorf                | Heyersdorf             | 147       | 1296                      | /                   | /                           |
| Illsitz                   | Schmölln               | 60        | 1140                      | 1.4.1938            | Röthenitz                   |
| Ingramsdorf               | Löbichau               | 25        | 1336                      | 1.4.1937            | Drosen                      |
| Jauern                    | Schmölln               | 40        | 1181–1214                 | 1.7.1950            | Göldschen                   |
| Jonaswalde                | Jonaswalde             | 155       | 1181–1214                 | /                   | /                           |
| Jückelberg                | Nobitz                 | 40        | 1280                      | 1.7.1950/6.7.2018   | Wolperndorf/Nobitz          |
| Kaimnitz                  | Nobitz                 | 5         | 1181–1214                 |                     | Burkersdorf                 |
| Kakau                     | Schmölln               | 10        | 1140                      | 1938                | Hartroda                    |
| Kertschütz                | Göllnitz               | 75        | 1140                      | 1.7.1950            | Göllnitz                    |
| Klausa                    | Nobitz                 | 371       | 1590                      | 1923/1.1.1973       | Garbus/Nobitz               |
| Kleinmückern              | Schmölln               | 38        | 1455                      | 1.7.1950            | Großstöbnitz                |
| Kleinröda                 | Starkenberg            | 96        | 1703                      | 1923                | Posa                        |
| Kleinstechau              | Löbichau               | 150       | 1291                      | 1.7.1950            | Löbichau                    |
| Kleintauscha              | Schmölln               | 50        | 1140                      | 1.7.1950            | Lumpzig                     |
| Kleintauschwitz           | Schmölln               | 5         | 1336                      | 1.4.1938            | Röthenitz                   |
| Knau                      | Altenburg              | 203       | 1150                      | 1.7.1950            | Zetzscha                    |
| Koblenz                   | Gößnitz                | 32        | 1181–1214                 | 1.8.1924            | Pfarrsdorf                  |
| Kosma                     | Altenburg              | 271       | 1181–1214                 | 31.12.1996          | Altenburg                   |
| Kostitz                   | Starkenberg            | 394       | 1182                      | 1.7.1950            | Starkenberg                 |
| Kotteritz                 | Nobitz                 | 152       | 1204                      | 1.1.1960            | Nobitz                      |
| Kraasa                    | Starkenberg            | 97        | 1181–1214                 | 1.1.1957            | Naundorf                    |
| Kraschwitz                | Nobitz                 | 88        | 1181–1214                 | 1923                | Wilchwitz                   |
| Kratschütz                | Schmölln               | 15        | 1140                      |                     | Gödissa                     |
| Krebitschen               | Monstab                | 10        | 1172                      | 1923                | Schlauditz                  |
| Kreutzen                  | Starkenberg            | 16        | 1181–1214                 | 1.7.1950            | Tegkwitz                    |
| Kriebitzsch               | Kriebitzsch            | 900       | 1181–1214                 | /                   | /                           |
| Kröbern                   | Monstab                | 20        | 1181–1214                 | 1.7.1950            | Monstab                     |
| Kummer                    | Schmölln               | 102       | 1291                      | 1.7.1950            | Schmölln                    |
| Kürbitz                   | Altenburg              | 65        | 1181–1214                 | 1.4.1938            | Kosma                       |
| Langenleuba-Niederhain    | Langenleuba-Niederhain | 1200      | 1290                      | /                   | /                           |
| Lehma                     | Treben                 | 280       | 1181–1214                 | 1.1.1996/30.12.2008 | Wintersdorf/Treben          |
| Lehndorf                  | Nobitz                 | 245       | 1181–1214                 | 1.1.1996            | Saara                       |
| Lehnitzsch                | Altenburg              | 69        | 1181–1214                 | 1923                | Ehrenberg                   |
| Löbichau                  | Löbichau               | 480       | 1282                      | /                   | /                           |
| Lohma, an der Leina       | Langenleuba-Niederhain | 220       | 1267                      | 1.1.1973            | Langenleuba-Niederhain      |
| Lohma, bei Schmölln       | Schmölln               | 150       | 1254                      | 1.3.1951            | Nöbdenitz                   |
| Löhmigen                  | Nobitz                 | 90        | 1181–1214                 | 1.7.1950            | Zehma                       |
| Löpitz                    | Nobitz                 | 10        | 1181–1214                 | 1923                | Burkersdorf                 |
| Lossen                    | Göhren                 | 70        | 1165–1170                 | 1.7.1950            | Göhren                      |
| Lucka, Stadt              | Lucka                  | 3600      | 1284; 1307; 1320; 1324    | /                   | /                           |
| Lumpzig                   | Schmölln               | 180       | 1140                      | 1.1.2019            | Schmölln                    |
| Lutschütz                 | Göhren                 | 30        | 1181–1214                 | 1.10.1938           | Göhren                      |
| Maltis                    | Nobitz                 | 60        | 1188                      | 1.7.1950            | Zürchau                     |
| Mehna                     | Mehna                  | 200       | 1181–1214                 | /                   | /                           |
| Merlach                   | Ponitz                 | 100       | 1457                      | 1.7.1950            | Ponitz                      |
| Meucha                    | Dobitschen             | 20        | 1140                      | 1.7.1950/1.1.1957   | Prehna/Dobitschen           |
| Meuselwitz, Stadt         | Meuselwitz             | 7249      | 1139                      | /                   | /                           |
| Misselwitz                | Starkenberg            | 10        | 1181–1214                 |                     | Kreutzen                    |
| Mockern                   | Nobitz                 | 540       | 1181–1214                 | 1.1.1996            | Saara                       |
| Mockzig                   | Altenburg              | 299       | 1181–1214                 | 1.6.1965            | Ehrenberg                   |
| Modelwitz                 | Altenburg              | 79        | 1181–1214                 | 1.7.1950            | Ehrenberg                   |
| Mohlis                    | Schmölln               | 80        | 1140                      | 1.7.1950            | Drogen                      |
| Molbitz                   | Rositz                 | 150       | 1181–1214                 | 1.1.1973            | Rositz                      |
| Monstab                   | Monstab                | 400       | 0976                      | /                   | /                           |
| Mumsdorf                  | Meuselwitz             | 657       | 1413                      | 16.10.1993          | Meuselwitz                  |
| Münsa                     | Nobitz                 | 93        | 1181–1214                 | 1.7.1950            | Nobitz                      |
| Naundorf, bei Gößnitz     | Gößnitz                | 60        | 1256                      | 1.7.1950            | Pfarrsdorf                  |
| Naundorf, bei Starkenberg | Starkenberg            | 207       | 1181–1214                 | 1.12.2008           | Starkenberg                 |
| Neubraunshain             | Meuselwitz             | 34        | 1671–1673                 | 1.7.1950            | Waltersdorf                 |
| Neuenmörbitz              | Langenleuba-Niederhain | 80        | 1280                      | 1.6.1965            | Langenleuba-Niederhain      |
| Neupoderschau             | Meuselwitz             | 160       | 1556                      | 1.1.1957/1.1.1973   | Poderschau/Meuselwitz       |
| Neuposa                   | Starkenberg            | 193       | 1920                      |                     | Posa                        |
| Niederarnsdorf            | Nobitz                 | 60        | 1181–1214                 | 1.7.1950            | Ziegelheim                  |
| Niederleupten             | Nobitz                 | 187       | 1290                      | 1926                | Nobitz                      |
| Nirkendorf                | Nobitz                 | 104       | 1181–1214                 | 1.7.1950            | Ehrenhain                   |
| Nischwitz                 | Jonaswalde             | 185       | 1181–1214                 | 1.4.1974            | Jonaswalde                  |
| Nitzschka                 | Schmölln               | 96        | 1181–1214                 | 1923                | Schmölln                    |
| Nöbden                    | Schmölln               | 0         | 1140                      |                     | Röthenitz                   |
| Nöbdenitz                 | Schmölln               | 600       | 1143                      | 1.7.1950/1.1.2019   | Lohma bei Schmölln/Schmölln |
| Nobitz                    | Nobitz                 | 889       | 1181–1214                 | /                   | /                           |
| Nödenitzsch               | Schmölln               | 69        | 1336                      | 1.7.1950            | Schloßig                    |
| Nörditz                   | Gößnitz                | 109       | 1336                      | 1.7.1950            | Gößnitz                     |
| Oberarnsdorf              | Nobitz                 | 106       | 1259                      | 1.8.1963            | Ehrenhain                   |
| Oberkossa                 | Starkenberg            | 51        | 1291                      | 1.7.1950            | Naundorf                    |
| Oberleupten               | Nobitz                 | 71        | 1199                      | 1.1.1973            | Nobitz                      |
| Oberlödla                 | Lödla                  | 270       | 1218                      | 1.7.1950            | Lödla                       |
| Oberzetzscha              | Altenburg              | 239       | 1290                      | 1.7.1950            | Zetzscha                    |
| Paditz                    | Altenburg              | 105       | 1181–1214                 | 7.9.1973            | Ehrenberg                   |
| Pahna                     | Fockendorf             | 120       | 1227                      | 1.7.1950            | Fockendorf                  |
| Pähnitz                   | Windischleuba          | 121       | 1181–1214                 | 1.7.1950            | Windischleuba               |
| Papiermühle               | Schmölln               | 55        | 1445                      |                     | Großstöbnitz                |
| Pfarrsdorf                | Gößnitz                | 23        | 1181–1214                 | 1.11.1973           | Gößnitz                     |
| Platschütz                | Schmölln               | 10        | 1140                      | 1.7.1950            | Trebula                     |
| Plottendorf               | Treben                 | 180       | 1181–1214                 | 1.7.1950            | Treben                      |
| Podelwitz                 | Nobitz                 | 220       | 1181–1214                 | 1.1.1996            | Saara                       |
| Pöhla                     | Starkenberg            | 80        | 1336                      | 1.7.1950/1.1.1967   | Posa/Starkenberg            |
| Ponitz                    | Ponitz                 | 1150      | 1181–1214; 1254           | /                   | /                           |
| Pontewitz                 | Dobitschen             | 25        | 1181–1214                 | 1.7.1950            | Dobitschen                  |
| Pöppschen                 | Windischleuba          | 164       | 1336                      | 1.7.1950            | Bocka                       |
| Posa                      | Starkenberg            | 33        | 1296                      | 1.1.1974            | Starkenberg                 |
| Pöschwitz                 | Gerstenberg            | 80        | 1181–1214                 | 1.7.1950            | Gerstenberg                 |
| Posterstein               | Posterstein            | 420       | 1191                      | /                   | /                           |
| Prehna                    | Schmölln               | 12        | 1140                      | 1.1.1957            | Lumpzig                     |
| Priefel                   | Nobitz                 | 7         | 1181–1214                 | 1.7.1950            | Oberleupten                 |
| Primmelwitz               | Treben                 | 40        | 1336                      | 1.7.1950            | Treben                      |
| Prößdorf                  | Lucka                  | 300       | 1171; 1413                | 8.3.1994            | Lucka                       |
| Rautenberg                | Altenburg              | 72        | 1181–1214                 | 1.7.1950            | Zetzscha                    |
| Remsa                     | Windischleuba          | 176       | 1165–1170                 | 1.7.1950            | Windischleuba               |
| Rodameuschel              | Mehna                  | 100       | 1181–1214                 | 1.7.1950            | Mehna                       |
| Rödigen                   | Lödla                  | 350       | 1161–1186                 |                     | Oberlödla                   |
| Rolika                    | Dobitschen             | 30        | 1181–1214                 | 1.7.1950            | Dobitschen                  |
| Romschütz                 | Göhren                 | 150       | 1254                      | 1.7.1950            | Göhren                      |
| Rositz                    | Rositz                 | 2900      | 1181–1214                 | /                   | /                           |
| Röthenitz                 | Schmölln               | 100       | 1140                      | 5.8.1961            | Altkirchen                  |
| Runsdorf                  | Nobitz                 | 80        | 1181–1214                 | 1.7.1950            | Podelwitz                   |
| Saara                     | Nobitz                 | 200       | 1181–1214                 | 1.7.1950/31.12.2012 | Lehndorf/Nobitz             |
| Schelchwitz               | Windischleuba          | 5         | 1181–1214                 | 1.7.1950            | Windischleuba               |
| Schlauditz                | Monstab                | 30        | 1181–1214                 | 1.7.1950            | Monstab                     |
| Schloßig                  | Schmölln               | 178       | 1279                      | 1.1.1974            | Schmölln                    |
| Schmölln, Stadt           | Schmölln               | 10.005    | 1066                      | /                   | /                           |
| Schnauderhainichen        | Meuselwitz             | 216       | 1413                      | 1922                | Meuselwitz                  |
| Schömbach                 | Langenleuba-Niederhain | 50        | 1336                      | 1.7.1950            | Neuenmörbitz                |
| Schönhaide                | Thonhausen             | 80        | 1656                      | 1.7.1950            | Thonhausen                  |
| Schwanditz                | Göllnitz               | 60        | 1140                      | 1.7.1950            | Göllnitz                    |
| Selka                     | Schmölln               | 256       | 1291                      | 1.11.1973           | Weißbach                    |
| Selleris                  | Nobitz                 | 100       | 1181–1214                 | 1.7.1950            | Lehndorf                    |
| Serbitz                   | Treben                 | 170       | 1308                      | 1.5.1965            | Treben                      |
| Sommeritz                 | Schmölln               | 299       | 1204                      | 1923                | Schmölln                    |
| Starkenberg               | Starkenberg            | 280       | 1181–1214; 1222           | /                   | /                           |
| Steinwitz                 | Altenburg              | 41        | 1210                      | 1.8.1936/4.1.1953   | Lossen/Altenburg            |
| Stolzenberg               | Posterstein            | 50        | 1420                      | 1.7.1950            | Posterstein                 |
| Stünzhain                 | Altenburg              | 62        | 1181–1214                 | 1.7.1950            | Ehrenberg                   |
| Tanna                     | Starkenberg            | 25        | 1274                      | 1.10.1938           | Wernsdorf                   |
| Tannenfeld                | Löbichau               | 0         | 1181–1214                 |                     | Kleinstechau                |
| Taupadel                  | Nobitz                 | 220       | 1256                      | 1.1.1996            | Saara                       |
| Tautenhain                | Nobitz                 | 45        | 1318                      | 1.7.1950            | Großmecka                   |
| Tegkwitz                  | Starkenberg            | 276       | 1143                      | 1.12.2008           | Starkenberg                 |
| Thonhausen                | Thonhausen             | 440       | 1291                      | /                   | /                           |
| Trebanz                   | Treben                 | 120       | 1269                      | 1.7.1950/30.12.2008 | Lehma/Treben                |
| Treben                    | Treben                 | 500       | 1200                      | /                   | /                           |
| Trebula                   | Schmölln               | 120       | 1140                      | 5.8.1961            | Altkirchen                  |
| Unterlödla                | Lödla                  | 70        | 1277                      | 1.7.1950            | Lödla                       |
| Unterzetzscha             | Altenburg              | 95        | 1290                      | 1.4.1935            | Knau                        |
| Untschen                  | Schmölln               | 100       | 1181–1214                 | 1.1.1974            | Nöbdenitz                   |
| Vollmershain              | Vollmershain           | 332       | 1181–1214                 | /                   | /                           |
| Waltersdorf               | Meuselwitz             | 130       | 1181–1214                 | 1.1.1973            | Wintersdorf                 |
| Weißbach                  | Schmölln               | 363       | 1181–1214                 | 8.3.1994            | Schmölln                    |
| Wernsdorf                 | Starkenberg            | 51        | 1279                      | 1.7.1950            | Naundorf                    |
| Wettelswalde              | Thonhausen             | 70        | 1181–1214                 | 1.7.1950            | Thonhausen                  |
| Wieseberg                 | Lödla                  | 25        | 1836                      | -/ca. 1950          | Lossen/Oberlödla            |
| Wiesenmühle               | Monstab                | 30        | 1196                      | 1.7.1950            | Monstab                     |
| Wilchwitz                 | Nobitz                 | 483       | 1181–1214                 | 6.5.1993            | Nobitz                      |
| Wildenbörten              | Schmölln               | 250       | 1140                      | 1.1.2019            | Schmölln                    |
| Windischleuba             | Windischleuba          | 1274      | 1068; 1181–1214; 1244     | /                   | /                           |
| Wintersdorf               | Meuselwitz             | 2210      | 1181–1214                 | 1.12.2007           | Meuselwitz                  |
| Wolperndorf               | Nobitz                 | 80        | 1336                      | 1.1.1973            | Jückelberg                  |
| Zagkwitz                  | Schmölln               | 50        | 1336                      | 1.7.1950            | Untschen                    |
| Zechau                    | Kriebitzsch            | 150       | 1181–1214                 | 1.8.1977            | Kriebitzsch                 |
| Zehma                     | Nobitz                 | 250       | 0976                      | 1.1.1996            | Saara                       |
| Ziegelheim                | Nobitz                 | 590       | 1269                      | 6.7.2018            | Nobitz                      |
| Zschaiga                  | Altenburg              | 11        | 1181–1214                 | 1.7.1950/1.1.1963   | Ehrenhain/Mockzig           |
| Zschaschelwitz            | Windischleuba          | 88        | 1181–1214                 | 1.7.1950            | Windischleuba               |
| Zschechwitz               | Altenburg              | 81        | 1181–1214                 | 1.7.1950            | Paditz                      |
| Zschernichen              | Langenleuba-Niederhain | 80        | 1291                      | 1923                | Lohma/Leina                 |
| Zschernitzsch (Schmölln)  | Schmölln               | 344       | 1306                      | 1923                | Schmölln                    |
| Zschöpel                  | Ponitz                 | 130       | 1140; 1336; 1495          | 1.7.1950            | Ponitz                      |
| Zschöpperitz              | Göllnitz               | 110       | 1140                      | 28.8.1973           | Göllnitz                    |
| Zumroda                   | Nobitz                 | 100       | 1181–1214                 | 1.11.1973           | Podelwitz                   |
| Zürchau                   | Nobitz                 | 150       | 1181–1214                 | 1.11.1973           | Zehma                       |
| Zweitschen                | Mehna                  | 50        | 1181–1214                 | 1.7.1950            | Mehna                       |

1. 1 2  Dobra wurde nach Hartroda eingegliedert, am 25. Juli 1952 erfolgte eine Namensänderung von Hartroda nach Dobra
2. 1 2  Klausa wurde nach Garbus eingegliedert, am 1. März 1951 erfolgte eine Namensänderung von Garbus in Klausa
3. 1 2  Jückelberg wurde nach Wolperndorf eingegliedert, am 1. Januar 1973 wurde die Gemeinde Jückelberg durch die Fusion mit Flemmingen gebildet
4. 1 2  Saara wurde nach Lehndorf eingegliedert, am 1. Januar 1996 wurde die Gemeinde Saara gebildet und Lehndorf wurde Ortsteil von Saara
5. 1 2  Nöbdenitz wurde nach Lohma bei Schmölln eingegliedert, am 1. März 1951 erfolgte eine Namensänderung von Lohma bei Schmölln nach Nöbdenitz

## Weitere Ortsteile
- die Stadt Altenburg verschmolz mit dem am 1. Juli 1831 eingemeindeten Vorstädten Frauenfels, Hinterm Schloss, Neue Sorge, Oberpauritz, Unterm Berge, Unterm Schloss, Unterpauritz und Vorm Johannistor sowie den am 1. Oktober 1922 eingemeindeten Orten Drescha, Kauerndorf, Rasephas, Zschernitzsch und am 1. Oktober 1938 Poschwitz
- Altkirchen (Stadt Schmölln) verschmolz mit den beiden eingegliederten Orten Gnadschütz und Köthenitz
- zu Bornshain (Gemeinde Nobitz) gehört die Naidamühle
- zu Dobitschen gehört die Siedlung am Bahnhof an der Flurgrenze zu Oberkossa
- zu Ehrenberg (Stadt Altenburg) gehört die Thomas-Müntzer-Siedlung
- Ehrenhain (Gemeinde Nobitz) verschmolz mit dem 1923 eingemeindeten Heiersdorf (westlich von Ehrenhain), außerdem gehört die Schellzehne, ein ehemaliger Gasthof in Anlehnung an die Skatkarte Schell Zehn, der von 1787 bis 1976 bestand, und die sich daran anschließende Thomas-Müntzer-Siedlung zu Ehrenhain
- Engertsdorf (Gemeinde Nobitz), nach Otto Engert benannt, hieß bis 1950 Hinteruhlmannsdorf, mit der Umbenennung wurde Heiersdorf eingemeindet, zudem gehört die Diesenmühle zum Ort
- Fockendorf verschmolz mit Kleintreben
- Frohnsdorf (Gemeinde Nobitz) verschmolz mit dem 1923 eingemeindeten Wiesebach
- Gähsnitz (Gemeinde Nobitz) hieß früher Jesenitz
- zu Göllnitz gehört ein Gewerbegebiet
- Gößnitz verschmolz mit dem 1924 eingemeindeten thüringischen Anteil und dem 1928 nach Thüringen umgegliederten Anteil des Ortes Kauritz
- Großmecka (Gemeinde Nobitz) verschmolz mit dem 1923 eingemeindeten Kleinmecka
- zu Großröda (Gemeinde Starkenberg) gehört der Eugenschacht (Siedlung um einen ehemaligen Braunkohlenschacht)
- Großstöbnitz (Stadt Schmölln) verschmolz mit dem 1923 eingemeindeten Kleinstöbnitz
- Grünberg (Gemeinde Ponitz) entstand aus der Verschmelzung von Niedergrünberg und Obergrünberg, die am 1. August 1936 zusammengelegt wurden; zur Gemarkung Obergrünberg gehört ein Containerdienst, der sich direkt an die Schmöllner Thomas-Müntzer-Siedlung anschließt
- zu Heukewalde gehört ein Landwirtschaftsbetrieb zwischen Vollmershain und Jonaswalde
- zu Kriebitzsch gehört die Bruderzeche (ehemaliger Braunkohlenschacht und östlich davon ein seit 1937 in Betrieb befindliches Wasserwerk) und die Neue Welt (seit Bahnanschluss 1882 entstandene Bergarbeitersiedlung an der B 180), mit dem alten Ortskern verbunden über ein Neubauviertel der 1950er Jahre für die Bewohner des abgebaggerten Ortes Leesen
- zu Lehma (Gemeinde Treben) gehört ein Gewerbegebiet
- Löbichau verschmolz mit dem 1923 eingegliederten Falkenau
- Lucka verschmolz mit dem am 1. April 1914 eingemeindeten Teuritz
- zu Merlach (Gemeinde Ponitz) gehört eine Neubauernsiedlung und das Dreierhäußchen, eine ehemalige Gaststätte, die von 1817 bis 1954 existierte, und heutiges Gewerbegebiet mit einem zusätzlichen Wohnhaus, außerdem gehört die Schneidemühle zu Merlach, obwohl sie von Gößnitzer Gemarkung umgeben ist
- Meuselwitz verschmolz mit dem am 1. Januar 1973 eingemeindeten Ort Zipsendorf
- zu Mockern (Gemeinde Nobitz) gehört die Funkenmühle
- Mockzig (Stadt Altenburg) verschmolz mit dem 1923 eingemeindeten Prisselberg
- Molbitz (Gemeinde Rositz) entstand aus den verschmolzenen Orten Obermolbitz und Untermolbitz, die am 1. Juli 1950 zusammengelegt wurden
- zu Münsa (Gemeinde Nobitz) gehört die Polnische Hütte, ein 1801 errichtetes Landhaus im Stil polnischer Bauernhäuser, das später bis 1942 als Gaststätte genutzt wurde
- Neuposa (Gemeinde Starkenberg) wurde mit seiner Anlegung bis in die DDR-Zeiten hinein nur als Posa-Siedlung bezeichnet
- Nöbdenitz (Stadt Schmölln) verschmolz mit Raudenitz
- zu Nörditz (Stadt Gößnitz) gehört das Bahnhäuschen und zwei weitere Wohnhäuser am Nörditzer Block und das Forsthaus als ehemalige Gaststätte mit drei weiteren Häusern und einer Gärtnerei
- zu Oberlödla (Gemeinde Lödla) gehört die Wilhelm-Pieck-Siedlung
- Ponitz verschmolz mit Schönhain und dem 1923 eingegliederten thüringischen Teil von Gosel, ein Teil wurde 1928 noch nach Sachsen umgegliedert
- zu Posterstein gehört die Rothenmühle
- Rositz verschmolz mit den 1923 eingemeindeten Orten Fichtenhainichen und Gorma sowie mit dem 1950 eingegliederten Schelditz und dem historischen Industriegebiet Zechau-Ost
- Schloßig (Stadt Schmölln) verschmolz mit Steinsdorf
- zu Schmölln gehört die Thomas-Müntzer-Siedlung
- zu Selka (Stadt Schmölln) gehört die Leedenmühle und die Siedlung, eine Neubauernsiedlung
- Trebanz (Gemeinde Treben) besteht aus zwei räumlich getrennten Orten, zum einen dem alten Ortskern und zum anderen der Siedlung um den Bahnhof; zudem liegt die Kläranlage der Stadt Altenburg in der Gemarkung
- zu Weißbach (Stadt Schmölln) gehört die ehemalige Mühle auf dem Mühlberg (308 m über NN)
- zu Wilchwitz (Gemeinde Nobitz) gehört eine Neubauernsiedlung
- zu Windischleuba gehört die Thomas-Müntzer-Siedlung
- Wintersdorf (Stadt Meuselwitz) verschmolz mit Bosengröba (seit 1957), Gröba, Heukendorf, Pflichtendorf (letztere drei 1923 eingegliedert) und Waldschlößchen, einer Siedlung um eine ehemalige Gaststätte, außerdem gehört seit 1957 noch der größtenteils abgebaggerte Ort Ruppersdorf zu Wintersdorf; südlich des Ortes existieren an der Gormaer Straße zwei Grundstücke, die auf Pflichtendorfer Gemarkung stehen und wo der Verein für Deutsche Schäferhunde e. V. seinen Sitz hat
- Zechau (Gemeinde Kriebitzsch) verschmolz mit den 1923 eingemeindeten Orten Leesen und Petsa, die später abgebaggert wurden
- zu Zehma (Gemeinde Nobitz) gehört Friedrichslust, ein ehemals herzogliches Jagdhaus
- Ziegelheim (Gemeinde Nobitz) verschmolz mit den 1893 und 1950 eingegliederten Orten Thiergarten und Uhlmannsdorf
- Zschöpel (Gemeinde Ponitz) verschmolz mit dem eingemeindeten Ort Dreußen

## Wüstungen
- Dorotheenhof, auf Posaer Gemarkung, ehemaliges Vorwerk des Rittergutes Kostitz, wurde 1973 wegen einer Kiesgrube abgerissen
- Friedrichsdorf bei Grünberg
- Leesen, Ortsteil von Zechau-Leesen, 1951 bis 1959 nahezu gesamte Gemeinde abgebaggert, heute stehen nur noch einige Gebäude Zechaus
- Lindisch zwischen Kriebitzsch und Wintersdorf, bereits 1506 als Wüstung bezeichnet
- Nasselwitz zwischen Meucha und Dobitschen
- Petsa, Ortsteil von Zechau-Leesen, 1944/45 überbaggert
- Ruppersdorf bei Wintersdorf, der durch Braunkohlebergbau 1954–1956 abgebaggerte Ort kam am 1. Januar 1957 zur Gemeinde, jetzt Halde Ruppersdorf und fünf bewohnte Gebäude
- Rusendorf bei Falkenhain, kam am 1. Oktober 1932 zu dem Ort, von 1927 bis 1934 abgebaggert, heute Rusendorfer See
- Schlöpitz bei Kürbitz, kam am 1. April 1938 zu Kosma
- Scheckwitz in Rositz, ungefähr in der Zechauer Straße 13, bereits 1308 als wüst bezeichnet
- Seewitz bei Windischleuba
- Zcetcow zwischen Waltersdorf und Kriebitzsch, bereits 1378 wüst gefallen
- Zeschig bei Grünberg